# دانييل أوتويل
دانييل أوتويل (بالفرنسية: Daniel Auteuil) هو ممثل ومخرج فرنسي ولد في يوم 24 يناير 1950 في مدينة الجزائر في الجزائر الفرنسية، أشتهر بأفلام الكوميديا والرومانسية والجريمة، وفي سنة 1996 نال جائزة أفضل ممثل في مهرجان كان السينمائي مع الممثل البلجيكي باسكال ديكيني، وفي سنة 1987 فاز بجائزة سيزار لأفضل ممثل بعد تمثيله في فيلم جان دي فلوريه وفاز بها مرة أخرى في سنة 2000 بعد تمثيله في فيلم فتاة في جسر، كما فاز بجائزة بافتا كأفضل ممثل مساعد بتمثيله في فيلم جان دي فلوريه في سنة 1987.

## الأعمال

### التمثيل
- بين الأصدقاء

## روابط خارجية
- دانييل أوتويل على موقع IMDb (الإنجليزية)
- دانييل أوتويل على موقع مونزينجر (الألمانية)
- دانييل أوتويل على موقع قاعدة بيانات الأفلام العربية
- دانييل أوتويل على موقع ألو سيني (الفرنسية)
- دانييل أوتويل على موقع ميوزك برينز (الإنجليزية)
- دانييل أوتويل على موقع أول موفي (الإنجليزية)
- دانييل أوتويل على موقع قاعدة بيانات الأفلام السويدية (السويدية)
- دانييل أوتويل على موقع إن إن دي بي (الإنجليزية)
- دانييل أوتويل على موقع ديسكوغز (الإنجليزية)
- دانييل أوتويل على موقع قاعدة بيانات الفيلم (الإنجليزية)

- دانييل أوتويل على قاعدة بيانات الأفلام على الإنترنت